# Harter Brocken (Fernsehfilm)
Harter Brocken ist ein deutscher Kriminalfilm von Holger Karsten Schmidt und Stephan Wagner aus dem Jahr 2015 mit Aljoscha Stadelmann als Polizist Frank Koops. Es ist der erste Film der gleichnamigen Reihe und für den Kommissar aus der Provinz auch das erste Tötungsdelikt. Die Haupt-Gastrollen sind besetzt mit Julia Koschitz, Hinnerk Schönemann, Christoph Bach, Anna Schudt, Godehard Giese, Anna Drexler und Moritz Führmann.
Der Sender 3sat schrieb zur Erstausstrahlung: „Wenn dichte Nebelschwaden über den Harz wehen und auf dem Berggipfel Hexen ums Feuer tanzen, dann schlägt die Stunde von Frank Koops – einem harten Brocken mit weichem Kern.“ Und befand weiter, dies sei „ein etwas anderer Krimi, der in die besondere Atmosphäre und die Stimmung im Harz eingebettet“ sei.

## Handlung
Vanessa Riemann arbeitet an einer Hütte im Harz oberhalb von Sankt Andreasberg, als sie von einem Wandererpaar nach dem Weg gefragt wird. Als sie über deren Rucksack stolpert, fallen Geldbündel heraus. Da der Mann bemerkt, dass sie ihm seine Erklärung nicht abnimmt, zückt er im selben Moment, als Vanessa den Hammer gegen ihn richtet, eine Pistole, die sie ihm mit dem Werkzeug aus der Hand schlägt. Blitzschnell ergreift sie die Waffe und läuft mit dem Rucksack voller Geld davon. Das Paar verfolgt sie, bei einem Schusswechsel werden beide Frauen verletzt. Vanessa versteckt sich unter einem Baumstamm und bittet ihren Bruder Marco per Handy, zu ihr zu kommen, da sie nun die Lösung für ihre Probleme habe. Kaum ist Marco eingetroffen, verblutet sie in seinen Armen.
Miriam Nohé wird mit ihrem Wagen von einem Erdrutsch gestoppt, der ihr Auto beschädigt, sodass sie nicht weiterfahren kann. Gegenüber dem Dorfpolizisten Frank Koops weist sie sich als LKA-Beamtin aus. Sie begleitet ihn zum Leichenfundort von Vanessa Riemann. Anschließend bringt er sie in seiner Wohnung unter, da das Hotel im Dorf belegt ist.
Es stellt sich heraus, dass das Paar – Thomas Bartkowiak und Nicola Zimmermann – eine Bank in Osterode überfallen und 1,4 Millionen Euro erbeutet hat. Trotz intensiver Fahndung konnten die Täter bisher nicht gefasst werden, da man wohl nicht damit gerechnet hatte, dass sie ihre Flucht zu Fuß quer durch den Harz fortsetzen würden. Auf der Jagd nach ihrer Beute mieten beide sich ein Wohnmobil und campieren auf einem Campingplatz am Ortsrand von St. Andreasberg. In der Hütte, an der sie Vanessa begegnet waren, hatten sie einen Prospekt für Harztouren gefunden, die von Vanessa Riemann angeboten wurden. Diese Information ermöglicht ihnen, in der Dorfkneipe  Vanessas Brüder Marco und Patrick ausfindig zu machen. Kurzerhand stellen sie sich diesen gegenüber als Investoren vor, die geeignetes Gelände für Freizeitparks suchen. Die Brüder erzählen ihnen, dass die Familie aus finanzieller Not ein Grundstück am Brocken verkaufen will. Das Paar zeigt sich interessiert und verabredet sich mit den Riemanns.
Koops weiß von dem Banküberfall und bittet deshalb Patrick und Marco Riemann, ihn zu informieren, wenn jemand Kontakt mit ihnen aufnimmt. An der Hand der Toten wurden Schmauchspuren gefunden. Koops lässt sich deshalb den Waffentresor der Sportschützin zeigen, in dem jedoch keine der Waffen fehlt. Als Marco in der Zeitung von dem Banküberfall liest, berichtet er seinem Bruder, dass er das Geld an sich genommen habe, und äußert die Vermutung, dass das angebliche Investor-Paar dahintersteckt. Sie besuchen die beiden im Wohnmobil und finden heraus, dass die Frau verletzt sein muss. Marco beschließt, sie umzubringen, um den Tod seiner Schwester zu rächen. Patrick zögert sichtlich, will sich aber dann doch an der Aktion beteiligen.
Unterdessen sind sich Koops und Nohé näher gekommen. Sie gehen zusammen aus und schlafen schließlich miteinander. Koops macht allerdings stutzig, dass die hübsche junge Frau sich auf einen, wie er findet, nicht sonderlich attraktiven Typen wie ihn einlässt. Nachdem ihr Auto repariert worden ist, schenkt er Nohé zum Abschied eine der Figuren aus Speckstein, die er in seiner Freizeit schnitzt.
Die Brüder Riemann haben sich zwecks Umsetzung ihres Planes mit Thomas und Nicola verabredet, um ihnen, wie sie angeben, ein paar schöne Stellen im Harz zu zeigen. Das Pärchen ahnt aber die Absicht der Brüder. Nicola täuscht eine Krankheit vor und soll stattdessen im Haus der Brüder nach dem Geld suchen. Koops kommt zu der Gruppe hinzu und veranlasst die Riemanns, zu ihm in den Wagen zu steigen. Er fährt zu einem Aussichtspunkt, von wo aus sie beobachten, wie sich das Paar mit dem Geld davonmacht. Mit dieser Provokation will Koops die Brüder dazu bewegen, zuzugeben, die Beute des Banküberfalls an sich genommen zu haben. Marco provoziert daraufhin einen Unfall, der dazu führt, dass Koops ohnmächtig auf das Steuerrad sinkt, sodass die Brüder ihm entkommen können.
Nicola und Thomas werden inzwischen an einer Hütte von Miriam Nohé erwartet, die eigentlich Simone Schmidt heißt und die Drahtzieherin des Banküberfalls ist. Doch plötzlich richtet sie die Pistole auf das Pärchen und verlangt die Herausgabe des Geldes. Nachdem sie ihrer Forderung nicht gleich nachkommen, schießt sie auf Nicola. Als die Brüder eintreffen, kommt es zu einer Schießerei. Marco will Thomas, der den Tod von Vanessa auf sich nimmt, erschießen, doch Patrick verhindert das, indem er das Gewehr auf seinen Bruder richtet. Derweil erreicht auch Koops die Hütte und bringt die Brüder dazu, die Waffen fallen zu lassen. Simone Schmidt ist bei dem ganzen Tumult geflüchtet und versteckt sich in einer Gruppe von Menschen, die die Walpurgisnacht feiern. Koops fährt ihr nach und findet sie an einem der  Hexenfeuer. Da Simone flüchten will, schießt er auf sie. Als sie verletzt auf der Trage liegt, erklärt ihr Koops, dass ihm in dem Moment, als sie von „Gehaltsstufe“ anstatt von „Besoldungsgruppe“ geredet habe, klar gewesen sei, dass sie keine LKA-Beamtin sein könne. Vorausschauend hatte er in die Figur, die er ihr zum Abschied geschenkt hatte, einen GPS-Sender eingebaut, sodass er ihren weiteren Weg verfolgen konnte.

## Produktionsnotizen

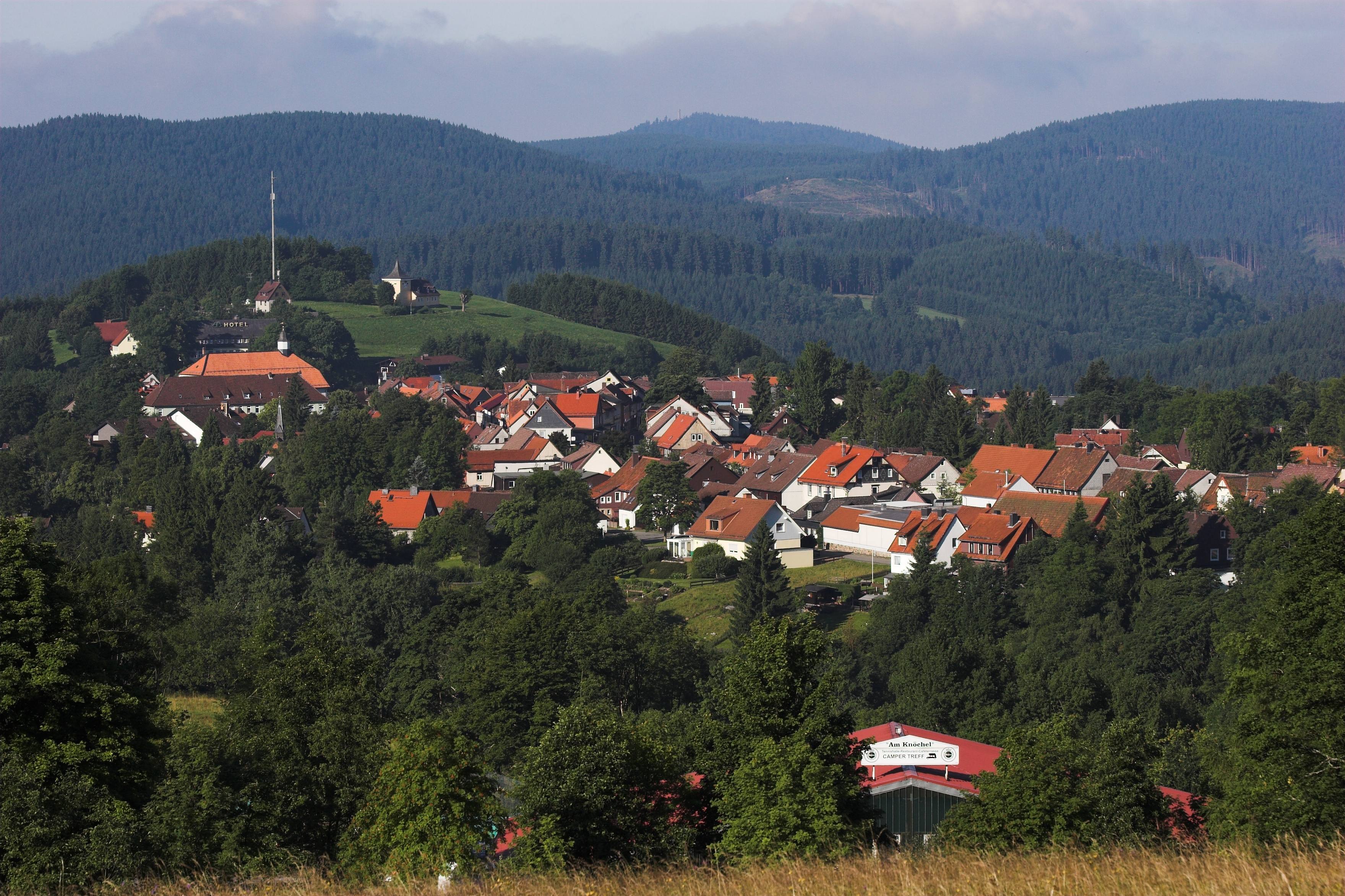
Der Ort Sankt Andreasberg, in dem der Film spielt

Der Film wurde von der H & V Entertainment GmbH im Auftrag von der ARD Degeto Film für die ARD produziert. Die Dreharbeiten fanden vom 5. August bis zum 4. September 2014 in Sankt Andreasberg im Harz statt. Die Aufnahmeleitung hatte Isabell Brandenburg, die Produktionsleitung Andreas Born und die Herstellungsleitung Kirsten Frehse (ARD Degeto).
Harter Brocken war laut Degeto von Anfang an als Reihe geplant, die zweite und die dritte Folge Harter Brocken: Die Kronzeugin und Harter Brocken: Der Bankraub wurden Ende 2017 ausgestrahlt.

## Rezeption

### Erstausstrahlung, Einschaltquote
Die Erstausstrahlung im Ersten erfolgte am 7. März 2015, einem Samstagabend, zur Hauptsendezeit. Der Film wurde von 7,51 Millionen Zuschauern gesehen, der Marktanteil betrug 24,3 Prozent. Bei einer ersten Wiederholung konnte der Film noch 4,06 Millionen Zuschauer verzeichnen bei einem Marktanteil von 17,3 Prozent.

### Kritik
Der Film erhielt weit überwiegend positive Beurteilungen.
Rainer Tittelbach gab dem Film auf seiner Seite tittelbach.tv fünf von sechs möglichen Sternen und sah in dem Krimi ein „Katz- und Mausspiel mit cleveren Parteien, ein konzentriertes Sechs-Personen-Stück unter freiem Himmel. Eigenwillig der Held, top der Cast, bleihaltig der Showdown.“ Dass der Zuschauer „bestens informiert“ sei, steigere „Spannung & Lust“. Drehbuchautor Holger Karsten Schmidt verfahre „einmal mehr nach dem Prinzip reduziertes Personal in einer konzentrierten Handlung, um damit den größtmöglichen Spannungseffekt zu erzielen“. Der Film sei „auch besetzungstechnisch ein Ausnahmefall: Wäre das Zweite das Erste hätte sicher nicht Stadelmann hier seine erste TV-Hauptrolle gespielt, sondern irgendein namhafter Kollege […]“. Die „anderen fünf Schauspieler, Julia Koschitz, Anna Schudt, Christoph Bach, Godehard Giese und Hinnerk Schönemann“, seien „zwar bekannter, aber auch sie“ seien „punktgenau auf die Charaktere (und nicht auf irgendeine erhoffte Wirkung) hin besetzt“. Der „Eigen-Sinn“ des Kommissars tue „der Geschichte besonders gut“. So bekomme „das Erzählte […] eine viel größere Dichte als in einem dieser zahllosen handlungsfixierten TV-Krimis“.
Timo Nöthling von Quotenmeter.de fand, dass der Film „seinen subtilen Humor vor allem in den Interaktionen zwischen Koops und Nohe“ entfalte. Mit neuen Erkenntnissen und Einblicken wechselten beim Zuschauer auch die Präferenzen für die Akteure und „moralische Fragwürdigkeiten sowie bislang unbemerkte Facetten“ offenbarten sich. Die Thematisierung von Harzer Eigenheiten wie die Walpurgisnacht trügen jedoch nicht zur Qualität des Krimis bei. Auch gehe dem Ermittler nach einer Stunde „doch sehr plötzlich ein Licht auf“.
Auf der Seite Kino.de hieß es, „von wegen Idylle – im atmosphärischen Harz-Krimi ermittelt Aljoscha Stadelmann als eigenwilliger Provinzermittler in Sachen Bankraub und Mord“. Koops werde „zurückhaltend und besonnen“ von Stadelmann gespielt, „abgründig“ in ihrer Rolle sei Julia Koschitz. Weiter war die Rede von einem „klug konstruierten Drehbuch von Holger Karsten Schmidt“, das „das Lebensgefühl im Harz“ perfekt einfange, „Tragödie und Komödie“ lägen „nahe beieinander“. Der „finale Schusswechsel“ sei „eines Westerns würdig“. Ein „gutes Auge für seine Figuren“ beweise „Regisseur und Grimme-Preisträger Stephan Wagner […], sämtliche Rollen“ seien „ansprechend besetzt“. „Clever“ falle „der finale Kniff, bei der die moderne Technik eine zentrale Rolle“ spiele, „aus, als hilfreich“ erweise sich, „dass Koops den Unterschied zwischen Gehaltsstufen und Besoldungsgruppen“ kenne.
TV Spielfilm zeigte mit dem Daumen nach oben, gab für Humor, Anspruch und Action je einen von drei möglichen Punkten, für Spannung zwei und lobte: „Der lakonische Spaß vereint Witz, Lokalkolorit und gute Figuren.“ Fazit: „Gewitzt gespielt, tolle Atmosphäre!“
Heike Hupertz bewertete den Film für die Frankfurter Allgemeine Zeitung und schrieb eingangs ihrer Kritik: „Wilde Schusswechsel auf der Durchreise in romantischer Waldkulisse und ein Polizist, der gerne Speckstein-Figuren schnitzt: Der Krimi ‚Harter Brocken‘ rollt das Genre beiseite. Ein ungetrübtes Vergnügen.“ Drehbuchautor Holger Karsten Schmidt und Regisseur Stephan Wagner lieferten mit Harter Brocken „ein verspieltes Stück ab, das nicht nur das Krimi-Genre bedient“, schrieb Hupertz weiter. „Besonders gelungen“ sei die Musikgestaltung von Ali N. Askin. „Der Schnitt von Susanne Odelitz und insbesondere die Parallelmontagen“ seien „große Klasse“. Die Kritikerin lobte auch „das Szenenbild von Söhnke Noé und das Kostümbild von Sylvia Risa, die dem Film eine erdfarbene Anmutung verleihen“ würden und „überall durchdacht“ wirkten. „Auch die Bildgestaltung von Thomas Benesch sitz[e]. Nicht zu vergessen das Casting“. Aljoscha Stadelmann […] sei „das Gegenteil eines Dorfdeppen“. Julia Koschitz sei „als blitzgescheite Kollegin mit eindeutigen Absichten eine Wucht“. ‚Harter Brocken‘ sei ein „ungetrübtes Vergnügen“. Mehr könne man „von einem Samstagabendkrimi nicht erwarten. Oder doch: Frank Koops in Serie wäre noch besser.“
Tilmann P. Gangloff schrieb im Internetportal evangelisch.de: „Trotz namhafter Besetzung und ausgezeichneten Darstellern wie Julia Koschitz und Christoph Bach: In ‚Harter Brocken‘ sind die Stars die Männer hinter der Kamera.“ Der Kritiker verwies auf frühere gemeinsame Arbeiten des mit dem Grimme-Preis ausgezeichneten Duos Stephan Wagner (Regie) und Holger Karsten Schmidt (Buch), wobei „herausragende Fernsehfilme“ entstanden seien. „Großartig“ sei auch dieses Werk der beiden. Die verschiedenen Paare seien „ausgezeichnet zusammengestellt“. Einige Szenen zwischen Stadelmann und Julia Koschitz wirkten „auch dank der trocken humorvollen Dialoge wie Momente aus einer romantischen Komödie, zumal Koschitz die Kommissarin subtil ironisch verkörper[e]“. Bach und Schudt seien ein „glaubwürdiges Gangsterpärchen“, „Giese und Schönemann“ ergänzten sich „ebenfalls sehr gut“. „Abgerundet“ werde „das Ensemble durch die Landschaft“. ‚Harter Brocken‘ sei „in jeder Hinsicht sehenswert“.